# Margret Heitmann
Margret Heitmann (* 1948 in Mülheim an der Ruhr) ist eine deutsche Pädagogin und wissenschaftliche Mitarbeiterin im Salomon Ludwig Steinheim-Institut für deutsch-jüdische Geschichte an der Universität Duisburg-Essen.

## Wissenschaftlicher Werdegang
Sie studierte Pädagogik, Soziologie, Psychologie, evang. Theologie an der Universität-GH Duisburg und an der Ruprecht-Karls-Universität Heidelberg. 1997 wurde sie promoviert.
Margret Heitmann betreut das Jonas-Cohn-Archiv im Salomon Ludwig Steinheim-Instituts für deutsch-jüdische Geschichte an der Universität Duisburg-Essen, ein An-Institut der Universität Duisburg-Essen und hat mehrere Publikationen zu Jonas Cohn und dem Neukantianismus veröffentlicht.
Margret Heitmann lehrt im Rahmen eines Proseminars des Salomon Ludwig Steinheim-Instituts für deutsch-jüdische Geschichte an der Universität Duisburg-Essen zum Thema Deutsch-jüdische Geschichte und Kultur im europäischen Kontext.

## Publikationen
- „Halte fern dem ganzen Lande jedes Verderben …“. Geschichte und Kultur der Juden in Pommern. Ein Sammelband. Hrsg. von Margret Heitmann und Julius H. Schoeps unter Mitwirkung von Bernhard Vogt. Olms, Hildesheim, Zürich, New York 1995, ISBN 3-487-10074-6.
- Jonas Cohn (1869–1947): das Problem der unendlichen Aufgabe in Wissenschaft und Religion. Olms, Hildesheim, Zürich, New York 1999, ISBN 3-487-10882-8.
- mit Franz D. Lucas: Stadt des Glaubens: Geschichte und Kultur der Juden in Glogau. Olms, Hildesheim, Zürich, New York 1991, ISBN 3-487-09495-9.
- Michael Brocke, Margret Heitmann, Harald Lordick (Hrsg.): Zur Geschichte und Kultur der Juden in Ost- und Westpreußen. (= Netiva, Bd. 2), Hildesheim 1999. darin: »Liebe zur Gemeinde erwächst aus dem Gefühl der Sicherheit«. Der Verband der Westpreußischen Synagogengemeinden 1897–1922, S. 217–237.
- Die Motive seiner Lehre rechtfertigen sich in der Wahrheit seines Lebens. Jüdische Existenz und deutsche Kultur am Beispiel Leo Baecks. In: Ludger Heid, Joachim H. Knoll (Hrsg.): Deutsch-jüdische Geschichte im 19. Jahrhundert. Festschrift für Julius H. Schoeps. Stuttgart, Bonn 1992, S. 211–230.
- mit Andreas Reinke unter Mitwirkung von Harald Lordick und Heike Teckenbrock: Bibliographie zur Geschichte der Juden in Schlesien. München 1995.
- mit Harald Lordick: Zur Geschichte des Judentums in Schlesien. In: Wach auf, mein Herz, und denke. Zur Geschichte der Beziehungen zwischen Schlesien und Berlin-Brandenburg. Hrsg. Gesellschaft für interregionalen Kulturaustausch, (deutsch/polnisch) Berlin / Opole 1995, S. 52–60.
- Jonas Cohn: Philosoph, Pädagoge und Jude. Gedanken zum Werdegang und Schicksal des Freiburger Neukantianers und seiner Philosophie. In: Walter Grab und Julius H. Schoeps (Hrsg.): Juden in der Weimarer Republik, Skizzen und Porträts. 2. Auflage. Darmstadt 1998, S. 179–199.